# 湘潭地区
湘潭地区为湖南省曾存在过的准行政区——地区，前身为「湖南省第一行政督察區」，中华人民共和国成立后改称“长沙专区”，之后改称“湘潭专区”、“湘潭地区”，1983年2月8日撤销。

## 长沙专区
“长沙专区”成立于1949年，辖岳阳县、长沙县、湘阴县、临湘县、浏阳县、平江县、湘潭县、醴陵县，治所湘潭县。
- 1950年湘潭县析置湘潭市，由长沙专区领导。专署驻湘潭市，专区辖1市、8县；
- 1951年由湘潭县析置株洲市；由长沙县析置望城县；专区辖2市、9县。

## 湘潭专区
- 1952年1952年9月24日，长沙专区改称“湘潭专区”，驻湘潭市。1952年11月13日，原衡阳专区所属茶陵县、攸县2县及原益阳专区所属宁乡县划入湘潭专区。湘潭专区共辖株洲和湘潭2市，岳阳县、长沙县、望城县、宁乡县、湘阴县、临湘县、浏阳县、平江县、 湘潭县、醴陵县、茶陵县和攸县12县；
- 1953年，湘潭、株洲2市改为省轄市，湘潭专区辖12县；
- 1958年，湘潭市划归湘潭专区，湘潭专区辖1市和12县；
- 1959年3月22日，望城县并入长沙县；3月31日，长沙县划归长沙市；湘潭县交由专区所属湘潭市领导，专区辖1市和10县；
- 1961年，由岳阳县析置岳阳市，属湘潭专区；自茶陵县复置酃县，湘潭县改为湘潭专区直属。专区辖2市、11县；
- 1962年10月30日，撤销岳阳市并入岳阳县；宁乡县划入益阳专区；专区辖1市、10县；
- 1964年9月22日，岳阳、湘阴、平江、临湘4县划入岳阳专区；专区辖1市、6县；
- 1965年7月10日，原属邵阳专区湘乡县划入湘潭专区；专区辖1市、7县；

## 湘潭地区
- 1970年“湘潭专区”改称“湘潭地区”；地区辖湘潭市及湘潭县、浏阳县、醴陵县、攸县、茶陵县、酃县、湘乡县共计1市、7县，行署驻湘潭市。
- 1980年2月2日，湘潭市升为省轄市。

## 地市合并
- 1983年2月8日，“湘潭地区”撤销，原湘潭地区部分县、市划入地级湘潭市（省辖市），其他县划出。撤销前辖浏阳县、攸县、茶陵县、酃县、醴陵县、湘潭县和湘乡县共计7县。
- 湘潭县、湘乡县划归湘潭市；
- 攸县、茶陵县、酃县、醴陵县划归株洲市；
- 浏阳县划归长沙市。